# Марија Антоанета
Марија Антоанета (фр. Marie Antoinette, Беч, 2. новембар 1755 — Париз, 16. октобар 1793) била је ћерка царице Марије Терезије, жена Луја XVI.
Брак 14-годишње Марије Антоанете и 15-годишњег Луја XVI, унука француског краља, склопљен је 16. маја 1770. године. То је било спајање две највеће европске породице Хабзбурга и Бурбона. По доласку у Париз 1773. године Марија Антоанета је примљена са великим симпатијама од грађана престонице. Ипак, после неког времена постала је синоним за расипништво што је изазвало велико незадовољство у народу који ју је оптуживао за финансијску кризу државе. Првих година Француске револуције тражила је помоћ Аустрије за њено гушење. Ухапшена је 1792. године после неуспешног бекства са краљем у Белгију и оптужена за издају, па јој је одрубљена глава.

## Детињство и младост
Марија Антоанета рођена је у Бечу у палати Хофбург, као петнаесто дете и једанаеста ћерка Франца I Стефана и царице Марије Терезије. Дворски службеник је описао бебу Антоанету као „малу, али потпуно здраву надвојвоткињу“. Сестре Марије Антоанете удале су се за разне краљеве по Европи. Марија Амалија се удала за принца од Парме, њена сестра Марија Каролина за краља Фердинанда од Напуља, Марија Кристина је заједно са својим супругом кнезом Албертом од Саксоније била регент аустријске Холандије. Ахенски споразум, потписан 1748, значио је да су Аустрија и Француска привеле крају око 150 година непрекидних сукоба. Две земље су постале савезници за време Седмогодишњег рата (1756—1763). Да би се очувао савез Аустрије и Француске, француском краљу Лују XV су предложили да се његов унук ожени једном од кћерки Марије Терезије. Прво су старије сестре Марије Антоанете биле одређене за то венчање, али су умрле од великих богиња (Јохана Габријела је умрла 1762, а Марија Јозефа 1767), тако да је дошао ред на Марију Антоанету. Након дугих преговора француски краљ је 1769. запросио Марију Антоанету за свог унука. Када је потписан уговор о венчању Марија Терезија је схватила да њена ћерка слабо зна француски језик и француске обичаје. Због тога је много тутора добило задатак да младу Марију Антоанету припреме за улогу будуће краљице Француске.

## Пут и долазак у Француску
Марија Антоанета је отпутовала са четрнаест кочија и пратњом у Француску. На граници Француске и Немачке 7. маја 1770. од ње је затражено да у симболичном гесту одрицања аустријске националности, остави сву своју одећу, све што поседује, слуге и пријатеље. После дугих преговора допуштено јој је да задржи пса. Обукли су је у француску одећу и одвезли у Стразбур, где се одржавала велика свечаност у њену част. Неколико дана касније кренули су према Версају. Марију је у Версају дочекао француски краљ Луј XV и остали чланови краљевске породице. Њен будући супруг, престолонаследник француског престола (дофен Луј Август) и будући краљ Француске Луј XVI, био је млад, стидљив момак, годину дана старији од ње.
Венчање је одржано неколико дана након доласка Марије Антоанете, 16. мајa 1770. Венчање је прослављено у Галерији огледала у Версајском дворцу. Пред венчање Марија Антоанета је добила велику колекцију дијаманата који су традиционално припадали француској круни и која је била процењена на око 2 милиона ливри. У тој колекцији је била дијамантска огрлица која је раније припадала Ани Аустријској, као и нешто од накита који је припадао краљици Марији Шкотској и Катарини Медичи. Свечаном пријему присуствовало је око 1.000 званица. Двор је након тога испратио младе у брачну постељу, коју је благословио надбискуп од Ремса. Међутим млади нису конзумирали брак ни те вечери ни много година након тога.

## Живот на двору
Млади престолонаследник Луј Август (Луј XVI) суочавао се и са мржњом мадам ди Бари, љубавницом краља Луја XV. Ди Бари је била куртизана, која се уздигла до статуса племкиње. Пошто је Марија Антоанета презирала такве жене, Ди Бари је окренула краља Луја XV против Марије Антоанете којекавим сплеткама и интригама, међутим, након краљеве смрти избачена је са двора.
Дневни живот Марије Антоанете није био много занимљив. Сваког јутра су јој помагале собарице и служавке да устане из кревета и да се обуче. Хијерархија је постојала и међу послугом, тако да су само служавке највишег ранга могле сређивати косу Марије Антоанете. За разлику од аустријског двора ручкови на француском двору су били јавни и могао је присуствовати свако ко је био пристојно обучен. Марија Антоанета се жалила својој мајци у писмима да мора да пере руке и уређује се пред целим светом.
Била је меланхолична и осећала је велику носталгију за кућом - аустријским двором. Посебно јој је недостајало друштво њене сестре Марије Каролине. На француском двору једина пријатељица јој је била принцеза Тереза де Ламбал. Политика је није занимала, што се одразило великим незадовољством на аустријском двору, јер се од ње очекивало да на француском двору ојача аустријски утицај, а она није ништа чинила о том питању.
Краљ Луј XV је умро од великих богиња 10. мајa 1774, те су Луј XVI и његова супруга Марија Антоанета, која је тада имала 19 година, ступили су на француски престо.

## Крунисање и владавина
Крунисање је обављено 1774. у Ремсу за време велике несташице хлеба у Паризу. У томе контексту се Марија Антоанета неправилно цитира да је рекла „ако немају хлеба, нека једу колаче“ (француски "S'ils n'ont plus de pain, qu'ils mangent de la brioche."). Нема никаквога доказа да је Марија Антоанета то икада рекла. Када је чула за несташицу хлеба она је написала „Извесно је да су се људи према нама лепо односили упркос властитој несрећи. Ми смо сада још више обавезни да јаче радимо за њихову срећу.“
Били су дочекани са великим изливом народног одушевљења, а млада краљица је била специјално украшена. Након крунисања показало се да нема политички утицај на супруга. Покушала је да врати на двор војводу од Шоасела, кога је протерала мадам ди Бари због његове лојалности Марији Антоанети и савезу са Аустријом. Иако се нови краљ састао са војводом, није му допустио сталан повратак на двор. Када је постала краљица појачала су се и питања о томе зашто нема деце, што је њу доводило до плача. Марија Антоанета је бежала од досаде, а разговор у њеном кругу морао је бити далеко од светских или интелектуалних тема. Разговор о озбиљним темама није био пожељан у томе кругу, а остали дворани су се осећали искљученима из тога ексклузивног круга око краљице.
Убрзо је почела прерушена посећивати париске оперне балове. Причало се да она тако посећује тајне љубавнике. Почела је да троши много више новца јер није имала представу о његовој правој вредности. Углавном је трошила на одећу, дијаманте и коцкање. За свој двадесет и први рођендан учествовала је у великом коцкању, које је трајало три дана и где су огромне количине новца промениле власника.
Све мање времена је проводила на двору, а све више у малом дворцу Малом Тријанону. Тај дворац је дала да се реновира, а трошкови су се потпуно отргли контроли, посебно кад су вртови неколико пута реновирани по краљичиним хировима. Почеле су се ширити и гласине да спава са Шарлом X, братом Луја XVI. Појавили су се илегални памфлети у Паризу, који су показивали краљицу и Шарла X као љубавнике. Појавили су се и други памфлети, који су смањивали краљичину популарност.
У то време Француска се налазила у великим финансијским проблемима. Стајала је на ивици банкрота. Дуга серија ратова, који су водили Луј XIV и Луј XV довела је до огромног државног дуга, највећег државног дуга у Европи тога времена. Француска је тада имала ниске порезе, па је мало новца на тај начин прикупљано да би се спасила економија. Пјер Аугустин Карон де Бомарше је успео да наговори новог францускога краља Луја XVI да потпомаже америчку револуцију и борбу за независност од Велике Британије. Та одлука је била катастрофална за Француску, јер су трошкови упркос победи били огромни.
Брат Марије Антоанете, аустријски цар Јозеф II посетио ју је у априлу 1777. Дошао је да се распита о стању њенога брака, зато што је Аустрија била забринута због тога што се још није родило дете у том браку. Током дуге шетње по Малом Тријанону брат ју је критиковао због коцкања и одабира пријатеља. Цар је имао и дуг разговор са француским краљем, а дискусија се водила око сексуалних проблема француског краљевског пара. Иако се не зна шта је цар Јозеф II рекао француском краљу, постало је очито да је помогао, јер је брак био убрзо конзумиран. У мају 1778. краљица је објавила да је трудна.

## Мајчинство
Марија Антоанета није зачела све до седме године брака. Почеле су колати гласине да је Луј-Август (Луј XVI) импотентан или да има гениталну аномалију (наводно фимозу).
Прво дете, ћерка Марија-Тереза-Шарлота, родила се 19. децембра 1778. у Версају. Према француском обичају, порађала се пред стотинама чланова двора.
У складу са дворском етикетом, бебу су звали „Мадам Роајал“, како се увек звало најстарија ћерка француских краљева. Марија Антоанета је била посебно везана за своју кћерку, јер како је говорила, „син припада држави, а ћерка припада њој“. После мадам Ројал родило се још троје деце:
- Луј Жозеф, престолонаследник, рођен 1781.
- Луј Шарл, војвода од Нормандије (Луј XVII), рођен 1785.
- Софи Беатриз, рођена 1786.

Екстраваганција Марије Антоанете нестајала је са годинама. Посветила се деци и укључила се у добротворни рад. Када је напунила тридесет година, почела је да се прикладније и одмереније облачи и престала је да купује драго камење. Постала је скромнија и одмеренија особа.
Луј XVI је 1785. купио дворац Сен Клу за Марију Антоанету која је била убеђена да ће он бити добар за њихову децу.

## Афера огрлица
Кардинал Луј од Роана, изасланик француског двора у Аустрији, био је члан једне од најистакнутијих аристократских кућа, али пао је у немилост, због ширења неистина о Марији Антоанети, као и о њеној мајци, Марији Терезији. Кардинал је међутим, имао амбицију да следи стазе славног кардинала Ришељеа и да постане председник француске владе. Да би то остварио било је потребно да поврати углед код краљице. За то је ускоро добио прилику, када му је његова љубавница, грофица де ла Мот, осиромашена аристократкиња, предложила да купи за краљицу Марију Антоанету огрлицу чију је куповину краљица управо одбила, под изговором да краљевска породица штеди. Краљица је драгуљару рекла да је одлучила да више не купује дијаманте, а кад је краљ хтео да јој купи огрлицу као поклон, она је и тада одбила.
Кардинал је сакупио новац и дао га грофици, која је отишла код драгуљара и однела огрлицу не плативши. Пошто је драгуљар знао да је огрлица намењена краљици, обратио се њој кад је требало да се плати, на шта је Марија Антоанета рекла да она није ни узела нити наручила огрлицу. Избио је велики скандал, а кардинал и грофица су ухапшени и иведени на суд, који је 31. маја 1786. кардинала ослободио оптужби, а грофица је осуђена на бичевање и затвор за проститутке.
Афера дијамантске огрлице битно је нарушила углед краљице међу Французима. Део њене непопуларности је могла да захвали свом аустријском пореклу као и својој екстравагантности и необузданом трошењу, међутим, овај скандал је учврстио став јавности против краљице. Веровало се да је извела вишемилионску превару да би уклонила политичког противника кардинала од Роана.

## Уочи револуције
Поред политичке катастрофе изазване афером огрлице, краљевска породица је претрпела и личне трагедије. Најмлађа ћерка краљевског пара, Софи Беатриз, умрла је нешто пре првог рођендана, а ускоро се и најстарији син, престолонаследник Луј Жозеф, смртно разболео од туберколозе и умро.
Француска влада је била у дуговима због скупих ратова и неефикасног опорезивања. Краљ је сазвао скупштину племића да би се дискутовало о ситуацији и могућем решењу. Међутим скупштина племића није могла да нађе решење. Краљу је онда сазвао скупштину сталежа у мају 1789. Скупштина сталежа је била главно представничко тело француског становништва, а није било сазивано од 1614, тј. од владавине Луја XIII.
Ултрамонархистички кругови Версаја бојали су се скупштине сталежа. Краљица је сумњала да реформисти у скупштини сталежа тајно раде на збацивању монархије, те су она и краљев брат, гроф д'Артоа, наговорили краља да 11. јула 1789. смени реформистичког министра Жака Некера и да реконструише владу. Нови председник владе постао је краљичин савезник барон де Бретеј. Барон де Бретеј је био убеђени ројалиста и католик. Много Парижана, схвативши ово као почетак краљевог преврата, је кренуло у отворену побуну. Део војске се придружио руљи; други су остали неутрални.
Велика руља је кренула на симбол краљевског ауторитета у Паризу, на затвор Бастиља. Заузели су затвор 14. јула 1789. Линчовали су управника затвора и два краљу лојална политичара. Био је то почетак Француске револуције.
Паника је завладала на краљевском двору, а многи дворани су побегли. Међутим, Луј XVI је одлучио да остане у Версају. Са њим је остала и Марија Антоанета са децом.

## Пад Версаја
Паризом су се 5. октобра 1789. рашириле вести да краљ нагомилава све жито. Гладна и бесна руља је кренула на Версај. Сазван је на брзину састанак на коме је краљица поново молила краља да побегну из Версаја. Краљ је поново одбио.
У раним јутарњим часовима руља се пробила у двор масакрирајући краљеву гарду коју су чинили швајцарски плаћеници. Краљица је једва побегла када је руља упала у њене одаје. Велика гомила се скупила у дворишту дворца и захтевала да краљица изађе на балкон. Појавила се у спаваћици са двоје деце. Руља је захтевала да деца оду, што је и учињено, а краљица се 10 минута налазила сама на балкону пред руљом. После тога се поклонила и вратила се. Руља је била импресионирана храброшћу краљице, да су узвикнули „Живела краљица“.
Краљевска породица је била премештена у Париз, у дворац Тиљерије, који се није користио од доба Луја XIV. За вођу краљеве безбедности постављен је Маркиз де Лафајет, либерални аристократа који је подржавао многе америчке идеје и такође се борио у Рату за америчку независност.

## Уставна монархија
Марија Антоанета је отпочела тајне преговоре са грофом Мирабоом, истакнутим чланом уставотворне скупштине, који се надао поновом успостављању пуне краљевске моћи. Међутим, пошто краљица није веровала Мирабоу краљ је одбио Мирабоове савете.
Нада у компромис између краља и револуционара нестала је доношењем одлуке о укидању привилегија католичке цркве 1790.
До 1791. и краљ и краљица дошли су до закључка да ће република уништити Француску. Донели су одлуку да побегну у Монтмедије, ројалистичко упориште на истоку Француске, где су планирали да окупе присталице. Војну помоћ су им већ обећали краљичин брат цар Леополд II, Катарина Велика, Густав III од Шведске и краљ Пруске.
Међутим, краљ је ухваћен у Варену, где је требало да замени коње. Локални револуционари су краља вратили у Париз у дворац Тиљерије. Овиме је било јасно да су краљ и краљевска породица непријатељи Републике.
Марија Антоанета је тада покушала да сачува позицију круне тајним преговорима са Антоаном Барнавом, вођом скуштинске фракције уставних монархиста. Барнав је наговорио краља да прихвати нови устав септембра 1791.
Француска је 3. септембра 1791. постала грађанско-демократска уставна монархија. На челу државе и даље је био краљ, али сада ограничен у владавини. Законе је доносила уставотворна скупштина преименована у Законодавну скупштину, док је краљ имао право вета и извршну власт. Француска је подељена у 83 департмана, цехови су укинути и тиме је омогућен слободан развој обрта, индустрије и трговине. Сељаци су постали закупници земље на којој су радили, а бирачко право је дато је пунолетним мушкарцима с имовином одређене вредности.
Политика тог периода је неизбежно вукла Француску у рат са Аустријом и њеним савезницама. Краљ, десница и Жирондинци су желели рат са Пруском и Аустријом, а против рата су били Јакобинци на челу са Робеспјером. Краљ се надао да ће рат са Аустријом повећати његову популарност, а у исто време се надао да ће Француска бити брзо поражена, па ће Аустријанци поново успоставити монархију у Француској. Командант аустријско-пруске војске Карл Вилхелм Фердинанд, војвода од Бринсвика издао је манифест претећи уништењем Париза, ако се краљевској породици науди. Реакција у Паризу је била супротна од онога што је војвода очекивао. Тај манифест је разљутио револуционаре, па су они напали дворац Тиљерије 10. августа 1792.
Републиканци су 13. августа 1792. ухапсили краља, а 21. септембра 1792. Национални конвент је укинуо монархију. Краљевска породица је онда пресељена у добро брањену тврђаву, да би спречили евентуално краљево ослобађање. После тога Париз је утонуо у насиље.
Краљу Луј XVI је суђено за издају 11. децембра 1792. и 17. јануара 1793. осуђен је на смрт. Погубљен је на гиљотини 21. јануара 1793.

## Затвор
Марија Антоанета се није никад повратила од краљеве смрти. Протерани монархисти су прогласили малолетног Луја XVII за краља Француске. Луј XVII је имао тада осам година, а републиканска власт је одлучила да га затвори у самицу. У ноћи 3. јула 1793. године, малолетни престолонаследник је одведен у самицу. Луј XVII је умро у заточеништву 1795.
Марију Антоанету је 2. августа 1793. пробудила гарда у 2 сата после поноћи и захтевали су да се обуче. Одвојили су је од ћерке и пребацили у затвор Консјержери. Названа је „удовица Капет“ према Игоу Капету, оснивачу династије Капет. Отада је нису називали Марија Антоанета, него Антоанета Капет или затвореник бр. 280. Након неуспелог бега, Марија Антоанета је стављена под веома оштру стражу.
Суђење се одржало 14. октобра 1793. Оптужба је позвала 40 сведока. Кључна питања постављена пред пороту су била:
- Да ли је установљено да су постојале акције и комуникација са страним силама и спољним непријатељима републике? Акције се односе на помоћ у новцу, помоћ при уласку у Француску и помоћ при напредовању стране војске.
- Да ли је Марија Антоанета сарађивала при тим акцијама и одржавала те комуникације?
- Да ли је установљено да је постојала завера да се потпири грађански рат наоружавајући грађане једне против других?
- Да ли је Марија Антоанета учествовала у тој завери?

Порота је једногласно потврдно одговорила на сва 4 питања, а Марија Антоанета је због издаје осуђена на смрт 15. октобра 1793. Следећег дана, 16. октобра, била је погубљена на гиљотини.

## Погубљење и сахрана
Ујутро 16. октобра 1793. стража је дошла у ћелију, одсекла јој косу и везала јој руке на леђа. Спроводили су је читав сат улицама Париза све до Трга Револуције, где се налазила гиљотина. Ту је сишла с кола и док је посматрала гиљотину, свештеник, који је био у њеној пратњи, јој је шапнуо "Сад је тренутак мадам, да се наоружате храброшћу". Марија Антоанета се окренула према њему и насмијала се „Храброст? Тренутак када ће се окончати моји проблеми није тренутак када ће ме издати храброст.“ По причи њене последње речи су биле „Извините господине“, када се спотакла на ногу џелата.
Марија Антоанета је погубљена на гиљотини у 12:15 часова. Тела Марије Антоанете, Луја XVI и Лујеве сестре Елизабете покопана су у масовну гробницу близу данашње цркве Ла Мадлен, и посута кречом. Након рестаурације Бурбона, ексхумирани су 21. јануара 1815. и њихови посмртни остаци пренети у крипту Базилике Сен Дени, где су се иначе сахрањивали француски краљеви.

## У историји и популарној култури

### Историографија
Историчари су традиционално приказивали Марију Антоанету као површну, слабу и одану хедонизму. У савременој историографији ово мишљење је углавном промењено. Године 1933, Штефан Цвајг је написао њену биографију Марија Антоанета: Портрет обичне жене у којој закључује да је краљица много постигла у последњим годинама свога живота захваљујући необичној храбрости. Ова књига је преточена у познати филм у којем је играла Норма Ширер.
Француски историчари, као што су Андре Кастелот и Евелин Левер, су били много критичнији биографи иако је никада нису нападали истом жестином којом је била нападана током живота.
Последњих година већа пажња се поклања добрим него лошим странама њене личности. Дебора Кедбјури (енгл. Deborah Cadbury) у својој биографији Луја XVI величала је приврженост Марије Антоанете породици, а Мунро Прајс (енгл. Munro Price) у студији о паду француске монархије пише: „Луј XVI и Марија Антоанета су често приказивани као слаби и колебљиви. Далеко од тога, њихова политика између 1789. и 1792. била је потпуно постојана и веома конзервативна. Они су били спремни да умру за своја убеђења и то су урадили.“
Најдетаљнију биографију Марије Антоанете написала је британска историчарка леди Антонина Фрејзер (енгл. Antonia Fraser), Marie Antoinette: The Journey, која је први пут објављена 2001. и постала је бестселер. Књига је адаптирана у филмски сценарио 2006. године.

### Филм
- Марија Антоанета (1938)
- Марија Антоанета (2006)

### Музика
Марија Антоанета се спомиње у популарној песми Killer Queen британске рок групе Queen.
Такође се помиње у песми Fashion Rules немачког електропоп бенда Chicks On Speed.

### Телевизија
Марија Антоанета један је од главних ликова у познатој манга и аниме серији Ружа Версаја.

## Породично стабло
| \| \| \| \| \| \| \| \| \| \| \| \| \| \| 16. Никола II, војвода од Лорене \| \| \| \| \| \| \| \| \| \| \| \| \| \| \| \| \| \| \| \| \| \| \| \| \| \| \| \| \| \| \| \| \| \| \| \| \| \| \| \| \| \| \| \| \| \| \| \| \| \| \| \| \| \| \| \| \| \| \| \| 8. Карло V, војвода од Лорене \| \| \| \| \| \| \| \| \| \| \| \| \| \| \| \| \| \| \| \| \| \| \| \| \| \| \| \| \| \| \| \| \| \| \| \| \| \| \| \| \| \| \| \| \| \| \| \| \| \| \| \| \| \| \| \| \| \| \| \| \| \| \| \| \| \| \| \| \| \| \| \| 17. Клод Франсоаз од Лорене \| \| \| \| \| \| \| \| \| \| \| \| \| \| \| \| \| \| \| \| \| \| \| \| \| \| \| \| \| \| \| \| \| \| \| \| \| \| \| \| \| \| \| \| \| \| \| \| \| \| \| \| \| \| \| \| \| \| \| \| \| \| \| \| \| \| \| \| \| \| \| \| 4. Леополд I од Лорене \| \| \| \| \| \| \| \| \| \| \| \| \| \| \| \| \| \| \| \| \| \| \| \| \| \| \| \| \| \| \| \| \| \| \| \| \| \| \| \| \| \| \| \| \| \| \| \| \| \| \| \| \| \| \| \| \| \| \| \| \| \| \| \| \| \| \| \| \| \| \| \| 18. Фердинанд III, цар Светог римског царства \| \| \| \| \| \| \| \| \| \| \| \| \| \| \| \| \| \| \| \| \| \| \| \| \| \| \| \| \| \| \| \| \| \| \| \| \| \| \| \| \| \| \| \| \| \| \| \| \| \| \| \| \| \| \| \| \| \| \| \| \| \| \| \| \| \| \| \| \| \| \| \| 9. Елеонора Марија Аустријска \| \| \| \| \| \| \| \| \| \| \| \| \| \| \| \| \| \| \| \| \| \| \| \| \| \| \| \| \| \| \| \| \| \| \| \| \| \| \| \| \| \| \| \| \| \| \| \| \| \| \| \| \| \| \| \| \| \| \| \| \| \| \| \| \| \| \| \| \| \| \| \| 19. Елеонора Гонзага од Мантове \| \| \| \| \| \| \| \| \| \| \| \| \| \| \| \| \| \| \| \| \| \| \| \| \| \| \| \| \| \| \| \| \| \| \| \| \| \| \| \| \| \| \| \| \| \| \| \| \| \| \| \| \| \| \| \| \| \| \| \| \| \| \| \| \| \| \| \| \| \| \| \| 2. Франц I, цар Светог римског царства \| \| \| \| \| \| \| \| \| \| \| \| \| \| \| \| \| \| \| \| \| \| \| \| \| \| \| \| \| \| \| \| \| \| \| \| \| \| \| \| \| \| \| \| \| \| \| \| \| \| \| \| \| \| \| \| \| \| \| \| \| \| \| \| \| \| \| \| \| \| \| \| 20. Луј XIII \| \| \| \| \| \| \| \| \| \| \| \| \| \| \| \| \| \| \| \| \| \| \| \| \| \| \| \| \| \| \| \| \| \| \| \| \| \| \| \| \| \| \| \| \| \| \| \| \| \| \| \| \| \| \| \| \| \| \| \| \| \| \| \| \| \| \| \| \| \| \| \| 10. Филип I, војвода Орлеански \| \| \| \| \| \| \| \| \| \| \| \| \| \| \| \| \| \| \| \| \| \| \| \| \| \| \| \| \| \| \| \| \| \| \| \| \| \| \| \| \| \| \| \| \| \| \| \| \| \| \| \| \| \| \| \| \| \| \| \| \| \| \| \| \| \| \| \| \| \| \| \| 21. Ана од Хабзбурга \| \| \| \| \| \| \| \| \| \| \| \| \| \| \| \| \| \| \| \| \| \| \| \| \| \| \| \| \| \| \| \| \| \| \| \| \| \| \| \| \| \| \| \| \| \| \| \| \| \| \| \| \| \| \| \| \| \| \| \| \| \| \| \| \| \| \| \| \| \| \| \| 5. Елизабета Шарлота Орлеанска \| \| \| \| \| \| \| \| \| \| \| \| \| \| \| \| \| \| \| \| \| \| \| \| \| \| \| \| \| \| \| \| \| \| \| \| \| \| \| \| \| \| \| \| \| \| \| \| \| \| \| \| \| \| \| \| \| \| \| \| \| \| \| \| \| \| \| \| \| \| \| \| 22. Карл I Лудвиг Палатински \| \| \| \| \| \| \| \| \| \| \| \| \| \| \| \| \| \| \| \| \| \| \| \| \| \| \| \| \| \| \| \| \| \| \| \| \| \| \| \| \| \| \| \| \| \| \| \| \| \| \| \| \| \| \| \| \| \| \| \| \| \| \| \| \| \| \| \| \| \| \| \| 11. Елизабета Шарлота Фалска \| \| \| \| \| \| \| \| \| \| \| \| \| \| \| \| \| \| \| \| \| \| \| \| \| \| \| \| \| \| \| \| \| \| \| \| \| \| \| \| \| \| \| \| \| \| \| \| \| \| \| \| \| \| \| \| \| \| \| \| \| \| \| \| \| \| \| \| \| \| \| \| 23. Шарлота од Хесен-Касела \| \| \| \| \| \| \| \| \| \| \| \| \| \| \| \| \| \| \| \| \| \| \| \| \| \| \| \| \| \| \| \| \| \| \| \| \| \| \| \| \| \| \| \| \| \| \| \| \| \| \| \| \| \| \| \| \| \| \| \| \| \| \| \| \| \| \| \| \| \| \| \| 1. Марија Антоанета \| \| \| \| \| \| \| \| \| \| \| \| \| \| \| \| \| \| \| \| \| \| \| \| \| \| \| \| \| \| \| \| \| \| \| \| \| \| \| \| \| \| \| \| \| \| \| \| \| \| \| \| \| \| \| \| \| \| \| \| \| \| \| \| \| \| \| \| \| \| \| \| 24. Фердинанд III, цар Светог римског царства \| \| \| \| \| \| \| \| \| \| \| \| \| \| \| \| \| \| \| \| \| \| \| \| \| \| \| \| \| \| \| \| \| \| \| \| \| \| \| \| \| \| \| \| \| \| \| \| \| \| \| \| \| \| \| \| \| \| \| \| \| \| \| \| \| \| \| \| \| \| \| \| 12. Леополд I, цар Светог римског царства \| \| \| \| \| \| \| \| \| \| \| \| \| \| \| \| \| \| \| \| \| \| \| \| \| \| \| \| \| \| \| \| \| \| \| \| \| \| \| \| \| \| \| \| \| \| \| \| \| \| \| \| \| \| \| \| \| \| \| \| \| \| \| \| \| \| \| \| \| \| \| \| 25. Марија Ана од Шпаније \| \| \| \| \| \| \| \| \| \| \| \| \| \| \| \| \| \| \| \| \| \| \| \| \| \| \| \| \| \| \| \| \| \| \| \| \| \| \| \| \| \| \| \| \| \| \| \| \| \| \| \| \| \| \| \| \| \| \| \| \| \| \| \| \| \| \| \| \| \| \| \| 6. Карло VI, цар Светог римског царства \| \| \| \| \| \| \| \| \| \| \| \| \| \| \| \| \| \| \| \| \| \| \| \| \| \| \| \| \| \| \| \| \| \| \| \| \| \| \| \| \| \| \| \| \| \| \| \| \| \| \| \| \| \| \| \| \| \| \| \| \| \| \| \| \| \| \| \| \| \| \| \| 26. Филип Вилхелм Палатински \| \| \| \| \| \| \| \| \| \| \| \| \| \| \| \| \| \| \| \| \| \| \| \| \| \| \| \| \| \| \| \| \| \| \| \| \| \| \| \| \| \| \| \| \| \| \| \| \| \| \| \| \| \| \| \| \| \| \| \| \| \| \| \| \| \| \| \| \| \| \| \| 13. Елеонора-Магдалена Нојбуршка \| \| \| \| \| \| \| \| \| \| \| \| \| \| \| \| \| \| \| \| \| \| \| \| \| \| \| \| \| \| \| \| \| \| \| \| \| \| \| \| \| \| \| \| \| \| \| \| \| \| \| \| \| \| \| \| \| \| \| \| \| \| \| \| \| \| \| \| \| \| \| \| 27. Елизабета Амалија од Хесен-Дармштата \| \| \| \| \| \| \| \| \| \| \| \| \| \| \| \| \| \| \| \| \| \| \| \| \| \| \| \| \| \| \| \| \| \| \| \| \| \| \| \| \| \| \| \| \| \| \| \| \| \| \| \| \| \| \| \| \| \| \| \| \| \| \| \| \| \| \| \| \| \| \| \| 3. Марија Терезија \| \| \| \| \| \| \| \| \| \| \| \| \| \| \| \| \| \| \| \| \| \| \| \| \| \| \| \| \| \| \| \| \| \| \| \| \| \| \| \| \| \| \| \| \| \| \| \| \| \| \| \| \| \| \| \| \| \| \| \| \| \| \| \| \| \| \| \| \| \| \| \| 28. Антоан Улрих, војвода од Брауншвајг-Волфенбитела \| \| \| \| \| \| \| \| \| \| \| \| \| \| \| \| \| \| \| \| \| \| \| \| \| \| \| \| \| \| \| \| \| \| \| \| \| \| \| \| \| \| \| \| \| \| \| \| \| \| \| \| \| \| \| \| \| \| \| \| \| \| \| \| \| \| \| \| \| \| \| \| 14. Лудвиг Рудолф од Брауншвајг-Волфенбитела \| \| \| \| \| \| \| \| \| \| \| \| \| \| \| \| \| \| \| \| \| \| \| \| \| \| \| \| \| \| \| \| \| \| \| \| \| \| \| \| \| \| \| \| \| \| \| \| \| \| \| \| \| \| \| \| \| \| \| \| \| \| \| \| \| \| \| \| \| \| \| \| 29. Елизабета од Шлезвиг-Холштајн-Сендерборг-Нордборга \| \| \| \| \| \| \| \| \| \| \| \| \| \| \| \| \| \| \| \| \| \| \| \| \| \| \| \| \| \| \| \| \| \| \| \| \| \| \| \| \| \| \| \| \| \| \| \| \| \| \| \| \| \| \| \| \| \| \| \| \| \| \| \| \| \| \| \| \| \| \| \| 7. Елизабета Кристина од Брауншвајг-Волфенбитела \| \| \| \| \| \| \| \| \| \| \| \| \| \| \| \| \| \| \| \| \| \| \| \| \| \| \| \| \| \| \| \| \| \| \| \| \| \| \| \| \| \| \| \| \| \| \| \| \| \| \| \| \| \| \| \| \| \| \| \| \| \| \| \| \| \| \| \| \| \| \| \| 30. Алберт Ернст од Етингена \| \| \| \| \| \| \| \| \| \| \| \| \| \| \| \| \| \| \| \| \| \| \| \| \| \| \| \| \| \| \| \| \| \| \| \| \| \| \| \| \| \| \| \| \| \| \| \| \| \| \| \| \| \| \| \| \| \| \| \| \| \| \| \| \| \| \| \| \| \| \| \| 15. Кристина Лујза од Етингена \| \| \| \| \| \| \| \| \| \| \| \| \| \| \| \| \| \| \| \| \| \| \| \| \| \| \| \| \| \| \| \| \| \| \| \| \| \| \| \| \| \| \| \| \| \| \| \| \| \| \| \| \| \| \| \| \| \| \| \| \| \| \| \| \| \| \| \| \| \| \| \| 31. Кристина Фредерика од Виртемберга \| \| \| \| \| \| \| \| \| \| \| \| \| \| \| \| \| \| \| \| \| \| \| \| \| \| \| \| \| \| \| \| \| \| \| \| \| \| \| \| \| \| \| \| \| \| \| \| \| \| \| \| |                                                        |  |  |  |  |  |  |  |  |  |  |  |                                  |  |  |  |
| |                                                        |  |  |  |  |  |  |  |  |  |  |  | 16. Никола II, војвода од Лорене |  |  |  |
| |                                                        |  |  |  |  |  |  |  |  |  |  |  |                                  |  |  |  |
| |                                                        |  |  |  |  |  |  |  |  |  |  |  |                                  |  |  |  |
| |                                                        |  |  |  |  |  |  |  |  |  |  |  |                                  |  |  |  |
| | 8. Карло V, војвода од Лорене                          |  |  |  |  |  |  |  |  |  |  |  |                                  |  |  |  |
| |                                                        |  |  |  |  |  |  |  |  |  |  |  |                                  |  |  |  |
| |                                                        |  |  |  |  |  |  |  |  |  |  |  |                                  |  |  |  |
| |                                                        |  |  |  |  |  |  |  |  |  |  |  |                                  |  |  |  |
| | 17. Клод Франсоаз од Лорене                            |  |  |  |  |  |  |  |  |  |  |  |                                  |  |  |  |
| |                                                        |  |  |  |  |  |  |  |  |  |  |  |                                  |  |  |  |
| |                                                        |  |  |  |  |  |  |  |  |  |  |  |                                  |  |  |  |
| |                                                        |  |  |  |  |  |  |  |  |  |  |  |                                  |  |  |  |
| | 4. Леополд I од Лорене                                 |  |  |  |  |  |  |  |  |  |  |  |                                  |  |  |  |
| |                                                        |  |  |  |  |  |  |  |  |  |  |  |                                  |  |  |  |
| |                                                        |  |  |  |  |  |  |  |  |  |  |  |                                  |  |  |  |
| |                                                        |  |  |  |  |  |  |  |  |  |  |  |                                  |  |  |  |
| | 18. Фердинанд III, цар Светог римског царства          |  |  |  |  |  |  |  |  |  |  |  |                                  |  |  |  |
| |                                                        |  |  |  |  |  |  |  |  |  |  |  |                                  |  |  |  |
| |                                                        |  |  |  |  |  |  |  |  |  |  |  |                                  |  |  |  |
| |                                                        |  |  |  |  |  |  |  |  |  |  |  |                                  |  |  |  |
| | 9. Елеонора Марија Аустријска                          |  |  |  |  |  |  |  |  |  |  |  |                                  |  |  |  |
| |                                                        |  |  |  |  |  |  |  |  |  |  |  |                                  |  |  |  |
| |                                                        |  |  |  |  |  |  |  |  |  |  |  |                                  |  |  |  |
| |                                                        |  |  |  |  |  |  |  |  |  |  |  |                                  |  |  |  |
| | 19. Елеонора Гонзага од Мантове                        |  |  |  |  |  |  |  |  |  |  |  |                                  |  |  |  |
| |                                                        |  |  |  |  |  |  |  |  |  |  |  |                                  |  |  |  |
| |                                                        |  |  |  |  |  |  |  |  |  |  |  |                                  |  |  |  |
| |                                                        |  |  |  |  |  |  |  |  |  |  |  |                                  |  |  |  |
| | 2. Франц I, цар Светог римског царства                 |  |  |  |  |  |  |  |  |  |  |  |                                  |  |  |  |
| |                                                        |  |  |  |  |  |  |  |  |  |  |  |                                  |  |  |  |
| |                                                        |  |  |  |  |  |  |  |  |  |  |  |                                  |  |  |  |
| |                                                        |  |  |  |  |  |  |  |  |  |  |  |                                  |  |  |  |
| | 20. Луј XIII                                           |  |  |  |  |  |  |  |  |  |  |  |                                  |  |  |  |
| |                                                        |  |  |  |  |  |  |  |  |  |  |  |                                  |  |  |  |
| |                                                        |  |  |  |  |  |  |  |  |  |  |  |                                  |  |  |  |
| |                                                        |  |  |  |  |  |  |  |  |  |  |  |                                  |  |  |  |
| | 10. Филип I, војвода Орлеански                         |  |  |  |  |  |  |  |  |  |  |  |                                  |  |  |  |
| |                                                        |  |  |  |  |  |  |  |  |  |  |  |                                  |  |  |  |
| |                                                        |  |  |  |  |  |  |  |  |  |  |  |                                  |  |  |  |
| |                                                        |  |  |  |  |  |  |  |  |  |  |  |                                  |  |  |  |
| | 21. Ана од Хабзбурга                                   |  |  |  |  |  |  |  |  |  |  |  |                                  |  |  |  |
| |                                                        |  |  |  |  |  |  |  |  |  |  |  |                                  |  |  |  |
| |                                                        |  |  |  |  |  |  |  |  |  |  |  |                                  |  |  |  |
| |                                                        |  |  |  |  |  |  |  |  |  |  |  |                                  |  |  |  |
| | 5. Елизабета Шарлота Орлеанска                         |  |  |  |  |  |  |  |  |  |  |  |                                  |  |  |  |
| |                                                        |  |  |  |  |  |  |  |  |  |  |  |                                  |  |  |  |
| |                                                        |  |  |  |  |  |  |  |  |  |  |  |                                  |  |  |  |
| |                                                        |  |  |  |  |  |  |  |  |  |  |  |                                  |  |  |  |
| | 22. Карл I Лудвиг Палатински                           |  |  |  |  |  |  |  |  |  |  |  |                                  |  |  |  |
| |                                                        |  |  |  |  |  |  |  |  |  |  |  |                                  |  |  |  |
| |                                                        |  |  |  |  |  |  |  |  |  |  |  |                                  |  |  |  |
| |                                                        |  |  |  |  |  |  |  |  |  |  |  |                                  |  |  |  |
| | 11. Елизабета Шарлота Фалска                           |  |  |  |  |  |  |  |  |  |  |  |                                  |  |  |  |
| |                                                        |  |  |  |  |  |  |  |  |  |  |  |                                  |  |  |  |
| |                                                        |  |  |  |  |  |  |  |  |  |  |  |                                  |  |  |  |
| |                                                        |  |  |  |  |  |  |  |  |  |  |  |                                  |  |  |  |
| | 23. Шарлота од Хесен-Касела                            |  |  |  |  |  |  |  |  |  |  |  |                                  |  |  |  |
| |                                                        |  |  |  |  |  |  |  |  |  |  |  |                                  |  |  |  |
| |                                                        |  |  |  |  |  |  |  |  |  |  |  |                                  |  |  |  |
| |                                                        |  |  |  |  |  |  |  |  |  |  |  |                                  |  |  |  |
| | 1. Марија Антоанета                                    |  |  |  |  |  |  |  |  |  |  |  |                                  |  |  |  |
| |                                                        |  |  |  |  |  |  |  |  |  |  |  |                                  |  |  |  |
| |                                                        |  |  |  |  |  |  |  |  |  |  |  |                                  |  |  |  |
| |                                                        |  |  |  |  |  |  |  |  |  |  |  |                                  |  |  |  |
| | 24. Фердинанд III, цар Светог римског царства          |  |  |  |  |  |  |  |  |  |  |  |                                  |  |  |  |
| |                                                        |  |  |  |  |  |  |  |  |  |  |  |                                  |  |  |  |
| |                                                        |  |  |  |  |  |  |  |  |  |  |  |                                  |  |  |  |
| |                                                        |  |  |  |  |  |  |  |  |  |  |  |                                  |  |  |  |
| | 12. Леополд I, цар Светог римског царства              |  |  |  |  |  |  |  |  |  |  |  |                                  |  |  |  |
| |                                                        |  |  |  |  |  |  |  |  |  |  |  |                                  |  |  |  |
| |                                                        |  |  |  |  |  |  |  |  |  |  |  |                                  |  |  |  |
| |                                                        |  |  |  |  |  |  |  |  |  |  |  |                                  |  |  |  |
| | 25. Марија Ана од Шпаније                              |  |  |  |  |  |  |  |  |  |  |  |                                  |  |  |  |
| |                                                        |  |  |  |  |  |  |  |  |  |  |  |                                  |  |  |  |
| |                                                        |  |  |  |  |  |  |  |  |  |  |  |                                  |  |  |  |
| |                                                        |  |  |  |  |  |  |  |  |  |  |  |                                  |  |  |  |
| | 6. Карло VI, цар Светог римског царства                |  |  |  |  |  |  |  |  |  |  |  |                                  |  |  |  |
| |                                                        |  |  |  |  |  |  |  |  |  |  |  |                                  |  |  |  |
| |                                                        |  |  |  |  |  |  |  |  |  |  |  |                                  |  |  |  |
| |                                                        |  |  |  |  |  |  |  |  |  |  |  |                                  |  |  |  |
| | 26. Филип Вилхелм Палатински                           |  |  |  |  |  |  |  |  |  |  |  |                                  |  |  |  |
| |                                                        |  |  |  |  |  |  |  |  |  |  |  |                                  |  |  |  |
| |                                                        |  |  |  |  |  |  |  |  |  |  |  |                                  |  |  |  |
| |                                                        |  |  |  |  |  |  |  |  |  |  |  |                                  |  |  |  |
| | 13. Елеонора-Магдалена Нојбуршка                       |  |  |  |  |  |  |  |  |  |  |  |                                  |  |  |  |
| |                                                        |  |  |  |  |  |  |  |  |  |  |  |                                  |  |  |  |
| |                                                        |  |  |  |  |  |  |  |  |  |  |  |                                  |  |  |  |
| |                                                        |  |  |  |  |  |  |  |  |  |  |  |                                  |  |  |  |
| | 27. Елизабета Амалија од Хесен-Дармштата               |  |  |  |  |  |  |  |  |  |  |  |                                  |  |  |  |
| |                                                        |  |  |  |  |  |  |  |  |  |  |  |                                  |  |  |  |
| |                                                        |  |  |  |  |  |  |  |  |  |  |  |                                  |  |  |  |
| |                                                        |  |  |  |  |  |  |  |  |  |  |  |                                  |  |  |  |
| | 3. Марија Терезија                                     |  |  |  |  |  |  |  |  |  |  |  |                                  |  |  |  |
| |                                                        |  |  |  |  |  |  |  |  |  |  |  |                                  |  |  |  |
| |                                                        |  |  |  |  |  |  |  |  |  |  |  |                                  |  |  |  |
| |                                                        |  |  |  |  |  |  |  |  |  |  |  |                                  |  |  |  |
| | 28. Антоан Улрих, војвода од Брауншвајг-Волфенбитела   |  |  |  |  |  |  |  |  |  |  |  |                                  |  |  |  |
| |                                                        |  |  |  |  |  |  |  |  |  |  |  |                                  |  |  |  |
| |                                                        |  |  |  |  |  |  |  |  |  |  |  |                                  |  |  |  |
| |                                                        |  |  |  |  |  |  |  |  |  |  |  |                                  |  |  |  |
| | 14. Лудвиг Рудолф од Брауншвајг-Волфенбитела           |  |  |  |  |  |  |  |  |  |  |  |                                  |  |  |  |
| |                                                        |  |  |  |  |  |  |  |  |  |  |  |                                  |  |  |  |
| |                                                        |  |  |  |  |  |  |  |  |  |  |  |                                  |  |  |  |
| |                                                        |  |  |  |  |  |  |  |  |  |  |  |                                  |  |  |  |
| | 29. Елизабета од Шлезвиг-Холштајн-Сендерборг-Нордборга |  |  |  |  |  |  |  |  |  |  |  |                                  |  |  |  |
| |                                                        |  |  |  |  |  |  |  |  |  |  |  |                                  |  |  |  |
| |                                                        |  |  |  |  |  |  |  |  |  |  |  |                                  |  |  |  |
| |                                                        |  |  |  |  |  |  |  |  |  |  |  |                                  |  |  |  |
| | 7. Елизабета Кристина од Брауншвајг-Волфенбитела       |  |  |  |  |  |  |  |  |  |  |  |                                  |  |  |  |
| |                                                        |  |  |  |  |  |  |  |  |  |  |  |                                  |  |  |  |
| |                                                        |  |  |  |  |  |  |  |  |  |  |  |                                  |  |  |  |
| |                                                        |  |  |  |  |  |  |  |  |  |  |  |                                  |  |  |  |
| | 30. Алберт Ернст од Етингена                           |  |  |  |  |  |  |  |  |  |  |  |                                  |  |  |  |
| |                                                        |  |  |  |  |  |  |  |  |  |  |  |                                  |  |  |  |
| |                                                        |  |  |  |  |  |  |  |  |  |  |  |                                  |  |  |  |
| |                                                        |  |  |  |  |  |  |  |  |  |  |  |                                  |  |  |  |
| | 15. Кристина Лујза од Етингена                         |  |  |  |  |  |  |  |  |  |  |  |                                  |  |  |  |
| |                                                        |  |  |  |  |  |  |  |  |  |  |  |                                  |  |  |  |
| |                                                        |  |  |  |  |  |  |  |  |  |  |  |                                  |  |  |  |
| |                                                        |  |  |  |  |  |  |  |  |  |  |  |                                  |  |  |  |
| | 31. Кристина Фредерика од Виртемберга                  |  |  |  |  |  |  |  |  |  |  |  |                                  |  |  |  |
| |                                                        |  |  |  |  |  |  |  |  |  |  |  |                                  |  |  |  |
| |                                                        |  |  |  |  |  |  |  |  |  |  |  |                                  |  |  |  |

## Породица

### Супружник
| име     | слика | датум рођења     | датум смрти      |
| ------- | ----- | ---------------- | ---------------- |
| Луј XVI |       | 23. август 1754. | 21. јануар 1793. |

### Деца
| име                                | слика | датум рођења       | датум смрти       | супружник           |
| ---------------------------------- | ----- | ------------------ | ----------------- | ------------------- |
| Марија-Тереза-Шарлота од Француске |       | 19. децембар 1778. | 19. октобар 1851. | Луј XIX             |
| тек рођено дете                    |       | 1780.              | 1780.             | умрло на дан рођења |
| Луј Жозеф                          |       | 22. октобар 1781.  | 4. јун 1789.      | умро у детињству    |
| тек рођено дете                    |       | 7. новембар 1783.  | 7. новембар 1783. | умрло на дан рођења |
| Луј XVII                           |       | 27. март 1785.     | 8. јун 1795.      | умро у детињству    |
| Софи Беатриз                       |       | 9. јул 1786.       | 19. јун 1787.     | умрла у детињству   |